# Rubén Insúa
Rubén Insúa (Buenos Aires, 17 aprile 1961) è un allenatore di calcio ed ex calciatore argentino, di ruolo centrocampista, tecnico del Barracas Central.

## Biografia
Anche i suoi figli Robertino e Rodrigo sono calciatori professionisti.

## Carriera

### Club
Nel 1978 debutta in Primera División con il San Lorenzo, in cui milita fino al 1986. Successivamente si trasferisce in Spagna per giocare con il Las Palmas per poi ritornare in Argentina, indossando le maglie di Estudiantes e di Independiente. Con quest'ultima squadra riesce ad aggiudicarsi il titolo nazionale nel campionato 1988/1989.
Dopo la vittoria del campionato argentino con l'Independiente, Insúa decide di lasciare l'Argentina e di approdare in Ecuador con il Barcelona Sporting Club, dove vince nuovamente un campionato nel 1991. Nel 1994 passa ai colombiani del Deportivo Cali, con cui rimane fino al giugno di quello stesso anno, momento in cui torna in Argentina per vestire la maglia del Quilmes e quindi decidere di ritirarsi.

### Nazionale
Ha giocato 5 partite in Nazionale, partecipando alla Copa América 1983.

## Palmarès
- Campionato ecuadoriano: 1

Barcellona SC: 1991